# عشق و درد (نقاشی)

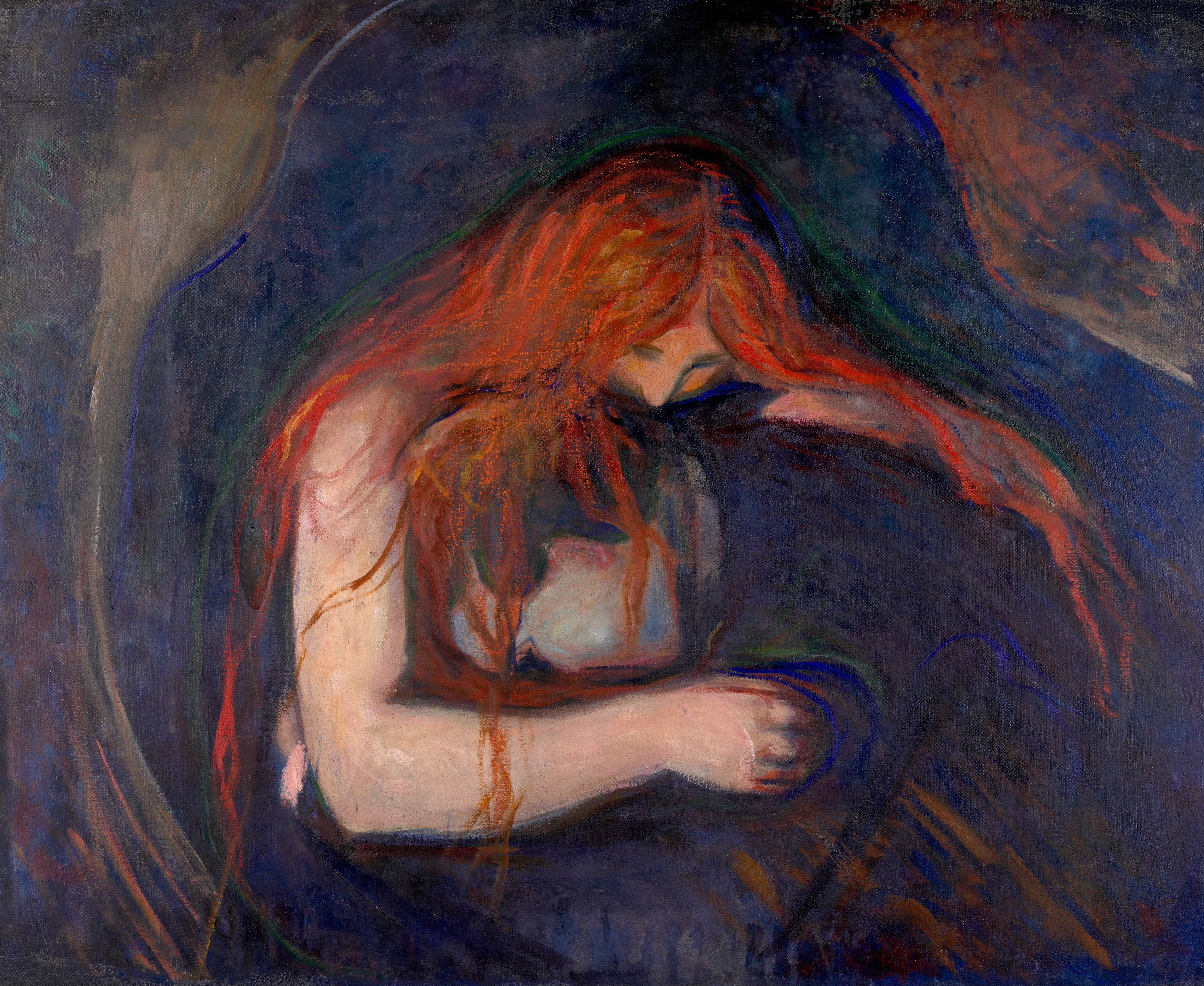
عشق و درد (۱۸۹۵) اثر ادوارد مونک

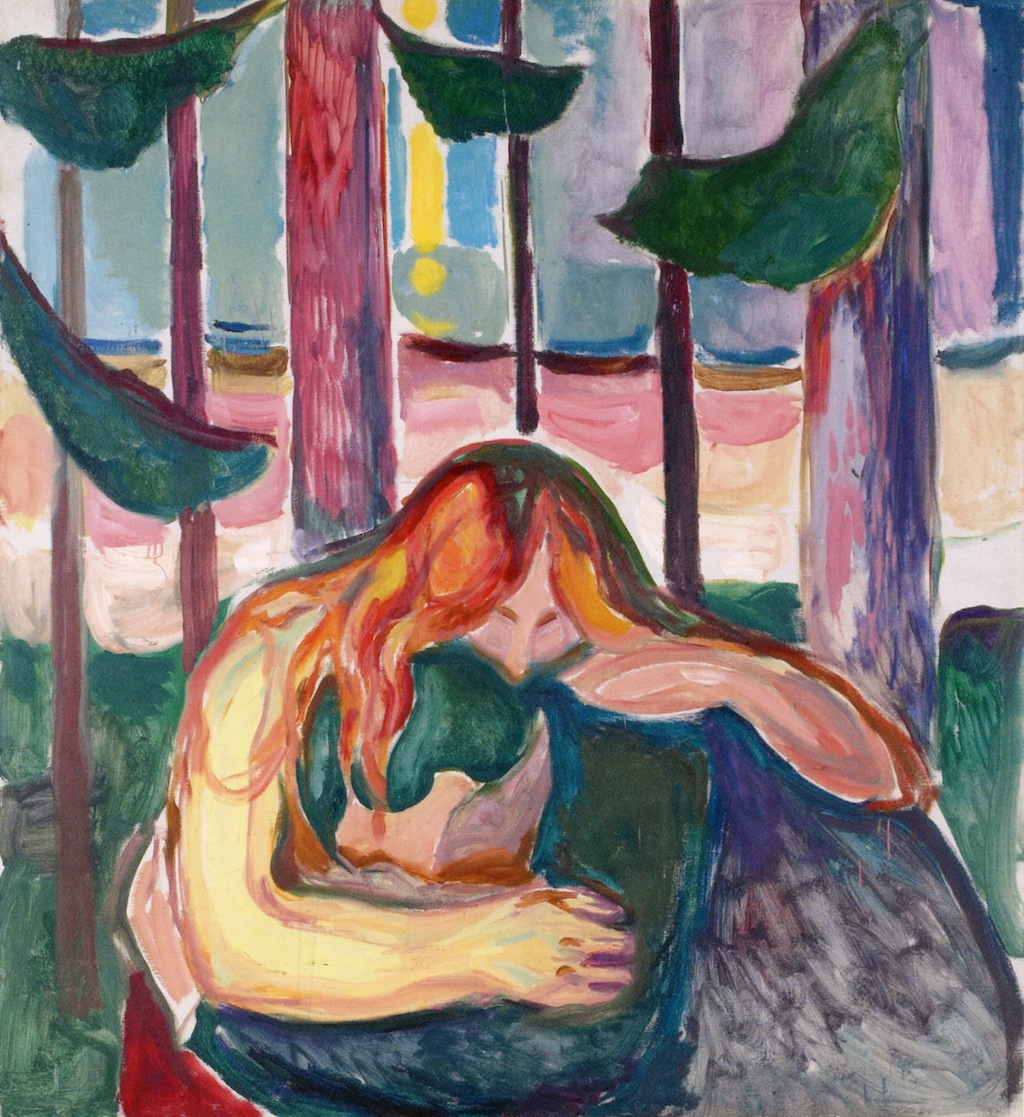
خون‌آشام در جنگل اثر ادوارد مونک

عشق و درد (به نروژی: Kjærlighet og smerte) نام یک نقاشی از ادوارد مونک است که با نام خون‌آشام (به نروژی: Vampyr) نیز معرفی شده‌است؛ گرچه خود مونک این نقاشی را چنین نمی‌نامید. مونک این نقاشی را در شش نسخه مختلف در سال‌های ۱۸۹۳ تا ۹۵ کشیده‌بود؛ سه نسخه در موزه مونک در اسلو و یکی در موزه هنر گوتنبرگ و دیگری متعلق به یک کلکسیون شخصی است و یک نقاشی نیز مفقود شده‌است. مونک در اواخر عمر خود چندین نسخه از آن را کشیده‌بود.
این نقاشی زنی را با موهای برافروختهٔ قرمز رنگ نشان می‌دهد که مردی را در آغوش گرفته‌است و بر گردن مرد بوسه می‌زند. اگر چه برخی تصویر را به این صورت تحلیل کرده‌اند که یک خون‌آشام در حال شکنجهٔ مردی است. مونک خود همیشه ادعا می‌کرد که این تصویر چیزی بیش از بوسهٔ یک زن بر گردن همسرش را نشان نمی‌دهد. نقاشی برای اولیّن بار توسط دوست منتقد مونک به نام استانیسلاو پرزیبیسزوسکی خون‌آشام نامیده شد. او یک خون‌آشام را در حال مکیدن خون مرد از گردنش، می‌دید. در ۱۸۹۵، مونک نسخه‌ای از این نقاشی را با ترکیب و حالت مشابه با استفاده از تکنیک چوب‌تراشی ساخت. این اثر با نام خون‌آشام ۲ (به نروژی: Vampyr II) شناخته می‌شود.
در سال ۱۹۱۶–۱۹۱۸ مونک، از همان ترکیب ولی در زمینه‌ای متفاوت استفاده کرد و دو اثر جدید با نام‌های خون‌آشام در جنگل و خون‌آشام نامید؛ که هم‌اکنون در مجموعهٔ موزهٔ مونک قرار دارد. یک نسخه از این نقاشی از موزه مونک در ۲۳ مارس ۱۹۸۸ به سرقت رفت. نقّاشی پس از آن که دزد با پلیس تماس گرفت، به موزه بازگردانده شد. در سال ۲۰۰۸ نیز در یکی از حراجی‌های ساتبیز نسخه‌ای از نقاشی، متعلق به سال ۱۸۹۴، به قیمت ۳۸٫۲ میلیون دلار (۲۴٫۳ میلیون پوند) به حراج رفت.